# 뉴욕 도시권

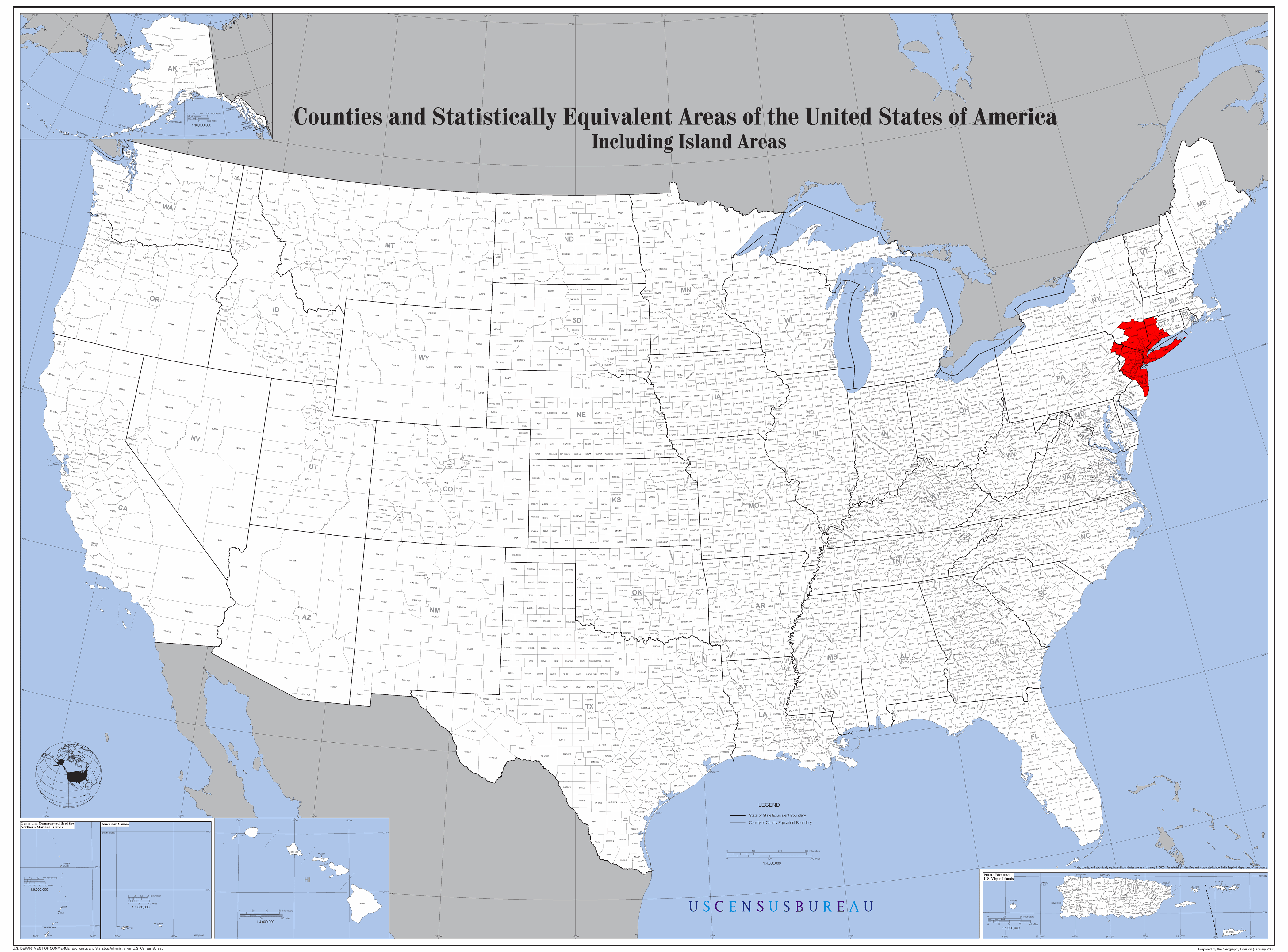
뉴욕 대도시권

뉴욕 대도시권(New York metropolitan area)은 미국의 최대 도시 뉴욕을 중심으로하는 대도시권이다. 롱아일랜드와 뉴욕 주의 허드슨 밸리, 뉴저지주의 가장 큰 다섯 도시(뉴어크, 저지시티, 패터슨, 엘리자베스, 에디슨)와 그 근방, 코네티컷주의 가장 큰 일곱 도시(브리지포트, 뉴헤이븐, 스탬퍼드, 워터베리, 노워크, 댄버리와 그 근방, 펜실베이니아주 북동부의 다섯 개 지역으로 구성되어 있다.
2014년 미국 인구조사국 조사에 따르면 메트로폴리탄 통계지구는 2,010만 명의 인구, 콤바인 통계지구는 2,360만 명의 인구로 집계되어 미국의 도시권 중 압도적으로 크다. 뿐만 아니라 북아메리카에서 가장 거대하며 세계 도시권으로 쳐도 가장 인구가 많은 곳 중 한 곳이다. 뉴욕 대도시권의 인구는 뉴욕 주의 인구보다도 많은 수준이다. 또한 뉴욕 대도시권은 합법적인 미국으로의 이민을 위한 최고의 관문 역할을 해왔다. 메트로폴리탄 통계지구(MSA)의 면적은 6,720 mi2 (17,405 km2), 콤바인 통계지구(CSA)의 면적은 13,318 mi2 (34,493 km2)으로, 인종과 지리적 기준에 따라 다양한 곳을 포함한다.
뉴욕 대도시권은 세계에서 가장 중요한 경제 지역 중 하나로, 금융, 국제 무역, 대중 매체, 부동산, 교육, 패션과 엔터테인먼트, 관광, 생명공학, 제조업 등 많은 산업의 중심지이다. 2013년 MSA는 총 1조 3,900천 억 달러, 2012년 CSA는 총 1조 5,500만 달러의 도시 총생산을 기록했다. 이는 기준에 따라 11번째 국가 혹은 12번째 국가의 GDP를 뛰어넘는 수치이다. 2012년 미국 지역사회 조사에서 발표한 평균 가계 소득별 지역 순위에서 뉴욕 대도시권은 7 곳이 순위에 올랐다. 2014년 포브스에 따르면 미국의 주택 매매가 상위 10위권 중 8 곳이 뉴욕 대도시권의 ZIP 코드였고, 이 중 여섯 곳은 맨해튼이다.

## 같이 보기
- 시카고 랜드(시카고 대도시권)
- 샌프란시스코 대도시권
- LA 대도시권